# کوه ویلیواو
کوه ویلیواو (به انگلیسی: Mount Williwaw) یک کوه در ایالات متحده آمریکا است که در انکوریج واقع شده‌است. کوه ویلیواو ۱٬۶۵۹٫۶۶ متر بالاتر از سطح دریا واقع شده‌است.